# 反紧缩运动

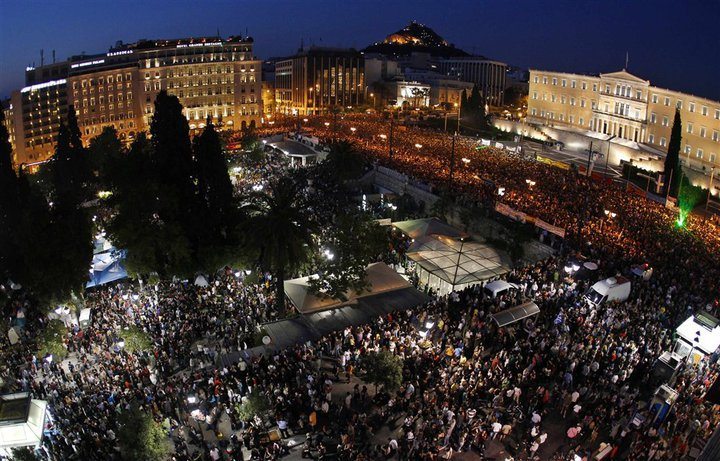
2011年，10万名反紧缩抗议者聚集在希腊议会建筑前。

反紧缩运动（英語：Anti-austerity movement）是指自全球经济大衰退开始以来，各国（特别是在欧洲）发生的街头抗议和草根运动的动员。
反紧缩行动形式多样，且持续进行，可以是零星且松散组织的，也可以是长期且紧密组织的。此类行动至今仍在继续。全球占领运动可以说是反紧缩和民粹情绪最显著的实际表现。